# Nemačkavá úprava textilií
Nemačkavá úprava textilií (anglicky: crease-resistant finish, německy: knitterarme Ausrüstung) je zušlechťování plošných textilií, které mají sklon k pomačkání.
Mačkavost je vlastní všem celulózovým vláknům. Zapříčiňuje ji vysoká bobtnavost těchto materiálů. Sklon k pomačkání se dá snížit směsováním s vlákny s nízkým procentem bobtnání (syntetická vlákna a materiály živočišného původu) nebo chemickou úpravou.
Nemačkavá úprava s použitím směsí močoviny a formaldehydu byla poprvé použita v roce 1929.

## Mačkavost různých textilních materiálů
| Stupeň mačkavosti | v suchém stavu                         | v horké lázni (praní)          |
| ----------------- | -------------------------------------- | ------------------------------ |
| nízká             | PA, PES, PVC                           | PP                             |
| střední           | přírodní hedvábí, vlna, triacetát      | acetát, triacetát              |
| vysoká            | PP, PAC, bavlna, len, viskóza, acetát, | PAC, PES, bavlna, len, viskóza |

## Chemická úprava

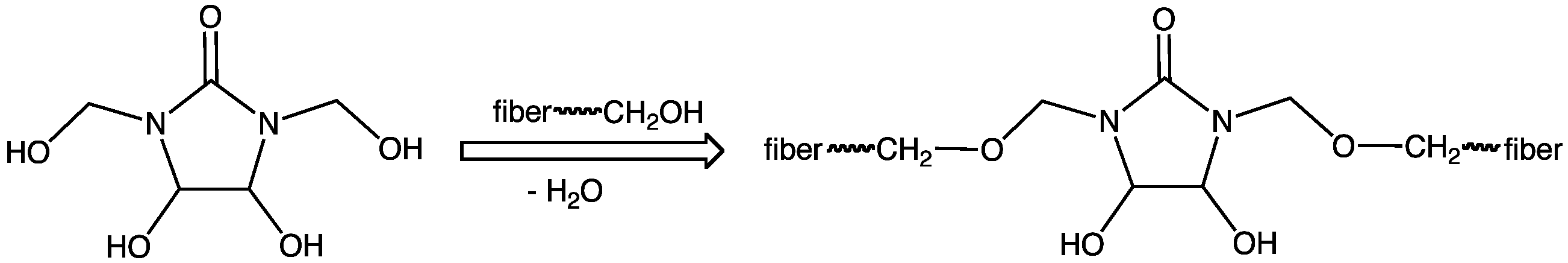
Chemická reakce při úpravě Permanent-Press

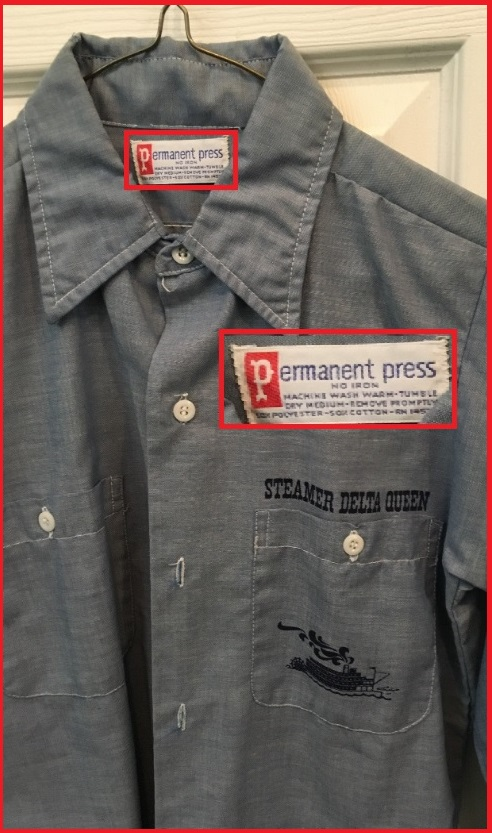
Košile s úpravou Permanent-Press (1970)

Úprava se provádí nejčastěji u tkanin z regenerované celulózy a směsí s tímto materiálem. síťováním za sucha. Jako síťovací prostředky se nejlépe hodí umělé pryskyřice, ke kterým patří formaldehyd, močovina nebo melamin. Impregnační lázeň musí obsahovat katalyzátor (nejčastěji soli silných kyselin) a často se přidávají také přípravky na úpravu omaku zboží (měkčení nebo tužení).
Základní technologický postup sestává z napouštění textilie, sušení a kondenzace.
Zboží, které se po kondenzaci (z úsporných důvodů) dodatečně nepere, často páchne po formaldehydu.
V roce 2016 oznámila American Chemical Society, že byla vynalezena nemačkavá úprava na bázi kombinace kyseliny citronové s xylitem, která je levnější než úprava s použitím zdravotně škodlivého formaldehydu.

## Nežehlivá úprava
Je to vyšší forma nemačkavé úpravy. Tato apretura je účinná jen u tkanin z přírodní celulózy, případně u směsí s bavlnou. Pod označením Permanent-Press byla vyvinuta v 60. a 70. letech 20. století.
Úprava se provádí síťováním za sucha, vlhka, mokra nebo ambivalentně (kombinací suchého a mokrého síťování). Jako síťovací přípravky se používají tzv. reaktanty a vedle katalyzátorů se k impregnační lázni přidávají aditiva k úpravě omaku tkaniny.
Podle některých odborníků se dá nežehlivá úprava aplikovat také na tkaninách z viskózy. Mimo toho existují vlákna z modifikované viskózy, ze kterých se tkaniny i bez nežehlivé úpravy údajně nemusí žehlit.
Výrobky jsou trvale nemačkavé jen když se mírně perou. Pro nežehlivou úpravu se používají nejčastěji močovinoformadelhydové přípravky ve složení C5H10N2O2 (DMDHEU).